# Bingen am Rhein
Pour les articles homonymes, voir Bingen.
Bingen am Rhein est une ville située en Rhénanie-Palatinat (Allemagne). Elle regroupe 24 710 habitants sur une surface de 38 km2 et est située sur la vallée du Rhin, à l’embouchure de la Nahe qui traverse la ville. Le nom d'origine est Bingium, un mot celtique qui peut signifier « trou dans le rocher », à cause de la difficulté pour la navigation formée par le Binger Loch à l'endroit de ce coude du Rhin. Bingen est relié avec Trèves par la Voie romaine Langres-Metz. La ville est aussi connue à cause de la légende autour du Mäuseturm de Bingen (tour des souris de Bingen), où les souris ont mangé l'archevêque Hatton Ier du Diocèse de Mayence.

## Histoire
| Appartenances historiques Électorat de Mayence 1424-1797 République cisrhénane (Mont-Tonnerre) 1797-1802 République française (Mont-Tonnerre) 1802-1804 Empire français (Mont-Tonnerre) 1804-1815 Grand-duché de Hesse 1816-1918 République de Weimar 1918-1933 Reich allemand 1933-1945 Allemagne occupée 1945-1949 Allemagne 1949-présent |

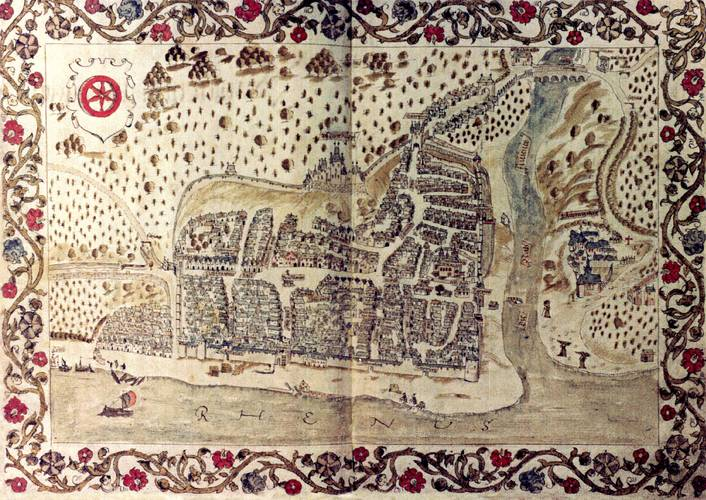
Gottfried Mascop : plan de la ville de 1577.

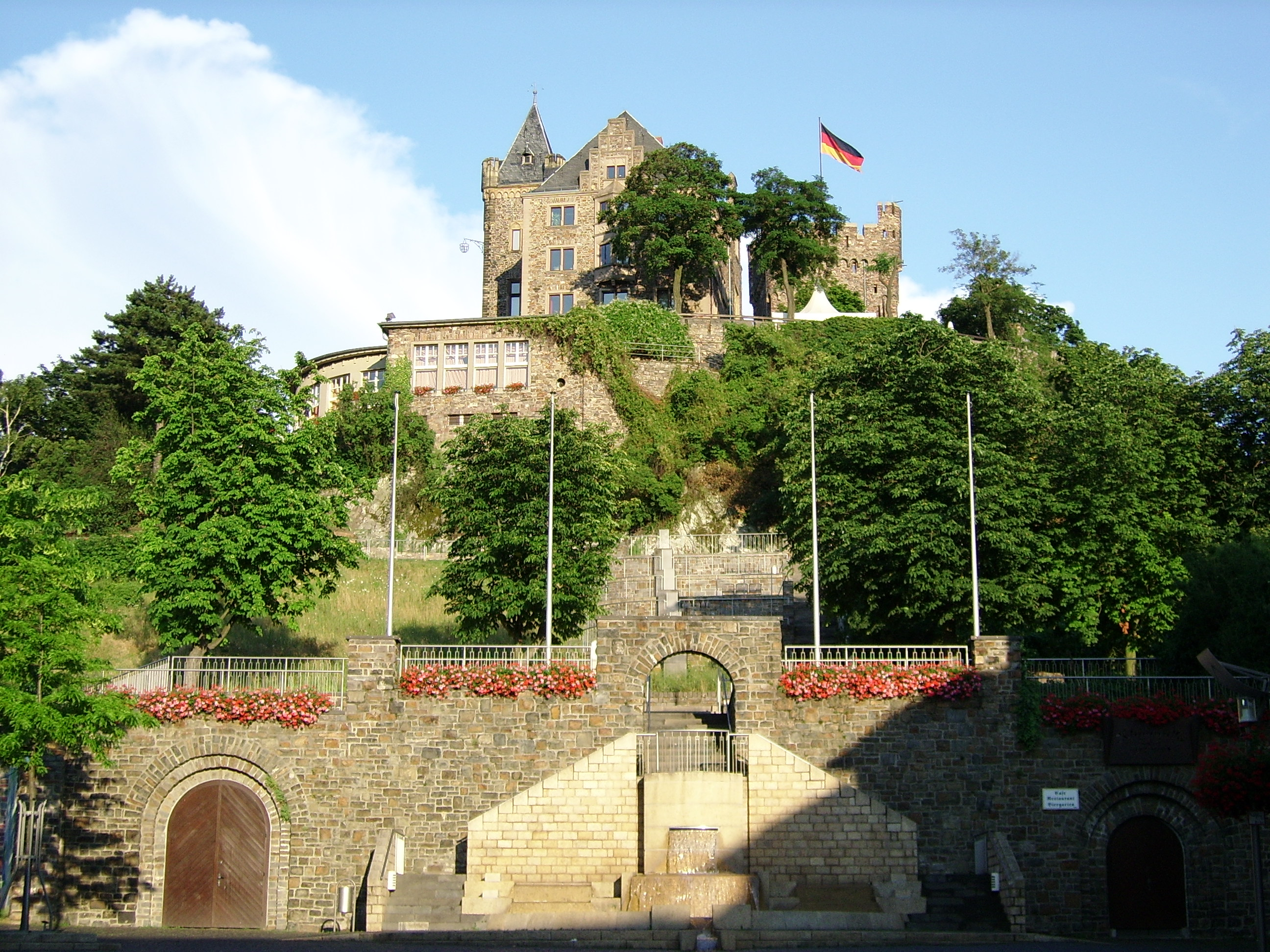
Le château Burg Klopp vu depuis une place de Bingen.

Bingen am Rhein a été fondée par les Romains.
Les 25 et 26 septembre 1668 est livrée la bataille dite du Palatin ou de Bingen[2], près de Mayence, gagnée par les troupes ducales lorraines, commandées par le prince François-Marie de Lillebonne (1624-1694), de la maison de Lorraine-Guise, sur les forces palatines, sous les ordres directs de l’Electeur. Un corps lorrain de 5 000 hommes était entré si profondément dans le Palatinat qu’il avait été acculé à livrer combat contre 7 000 soldats palatins et des milices locales, effectifs qui perdirent 1 200 tués.
Le 28 mars 1793 eut lieu le combat de Bingen entre les troupes prussiennes et celle du général Custine. Ce dernier se sentant trop inférieur en nombre, prit le parti de la retraite durant laquelle le général Nevinger fut fait prisonnier.
En 1917, la ville a été utilisée comme lieu de tenue de conférences politiques et stratégiques.

## Monuments
- Basilique Saint-Martin de Bingen
- Ruines du château Ehrenfels, rive droite du Rhin
- Burg Klopp
- Chapelle Saint-Roch de Bingen
- La petite Mäuseturm de Bingen, sur l'île de Mäuseturm située au milieu du fleuve
- Le monument Niederwalddenkmal avec sa statue Germania, visible sur la rive droite du Rhin et située à Rüdesheim am Rhein.

## Économie
Bingen am Rhein est une région vivant principalement du tourisme, grâce à ses vins blancs renommés, sa cuisine régionale, et ses festivals : de vin (Winzerfest durant 11 jours), de musique (Bingen swingt (de), Breakpoint), ou même religieux et culturels (Rochusfest autour du 16 août, Hildegard-Herbst autour du 17 septembre), enfin le fameux Rhein in Flammen (1er samedi de juillet, un an sur deux) clôturé par des feux d’artifice.

## Personnages célèbres
- Hildegard von Bingen, née  le 16 septembre 1098 à Bermersheim vor der Höhe et morte le 17 septembre 1179 à Rupertsberg (près de Bingen), est une religieuse bénédictine, compositrice et femme de lettres du XIIe siècle. Elle a été déclarée sainte et Docteur de l'Église en 2012.
- Barthélémy Holzhauser, curé de Bingen, mort le 20 mai 1658 : prêtre catholique allemand, auteur de l’Interprétation de l'Apocalypse[2].
- Ludwig Foltz (1809-1867), architecte et sculpteur.
- Adolf Gessner (de), né en 1864 à Bingen am Rhein, nommé en 1886 professeur d'orgue (catholique) au conservatoire de Strasbourg.
- Stefan George, né à Bingen, le 12 juillet 1868, et mort à Locarno, le 4 décembre 1933 : poète et traducteur allemand[3].
- Gertrud Bobek, née à Bingen le 15 novembre 1898, résistante communiste contre le nazisme, femme politique de la République démocratique d'Allemagne
- Mary Roos, née le 9 janvier 1949, chanteuse allemande.

## Musées
- Musée historique de la ville[4]
- Musée Stefan George[5]

## Jumelages
La ville de Bingen am Rhein est jumelée avec :
- Hitchin (Royaume-Uni) depuis le 27 mai 1958 ;
- Nuits-Saint-Georges (France) depuis le 8 septembre 1960 ;
- Prizren (Kosovo) depuis le 22 mai 1968 ;
- Venarey-les-Laumes (France) depuis le 10 juin 1967 ;
- Anamur (Turquie) depuis le 1er septembre 2011 ;
- Kutná Hora (Tchéquie) depuis le 26 mai 2012.